# Вукашин
Вукашин је мушко име српског порекла, у значењу „вука син”, односно син вука.
Према неким изворима у скандинавском значењу Вукашин значи и „ратник” или „бранилац”.

## Носиоци имена

### А
- Вукашин Алексић

### Б
- Вукашин Беновић
- Вукашин Брајић

### В
- Вукашин Вишњевац
- Вукашин Воркапић
- Вукашин Вранеш
- Вукашин Вукотић

### Г
- Вукашин Голубовић

### З
- Вукашин Златоносовић

### Ђ
- Вукашин Ђурђевић

### Ј
- Вукашин Јаснић
- Вукашин Јевтић
- Вукашин Јелић
- Вукашин Јеловац
- Вукашин Јовановић, фудбалер.
- Вукашин Јовановић, глумац.
- Вукашин Јокановић

### К
- Вукашин Крстић

### Л
- Вукашин Лугоња

### М
- Вукашин Мандић
- Вукашин Марковић, црногорски револуционар.
- Вукашин Марковић, дефектолог.
- Вукашин Марковић, певач.
- Вукашин Милићевић
- Вукашин Мићуновић
- Вукашин Мрњавчевић

### П
- Вукашин Петровић
- Вукашин Пешић
- Вукашин Полексић

### Р
- Вукашин Радишић
- Вукашин Ранђеловић

### Ф
- Вукашин Филиповић

### Ш
- Вукашин Шошкоћанин